# Hohenbergia estevesii
Hohenbergia estevesii är en gräsväxtart som beskrevs av Edmundo Pereira och Moutinho. Hohenbergia estevesii ingår i släktet Hohenbergia och familjen Bromeliaceae. Inga underarter finns listade i Catalogue of Life.